# Yanina Welp
Yanina Welp (Irazusta, 7 de mayo de 1974) es una politóloga e investigadora argentina especializada en participación política.

## Trayectoria
Welp nació en la localidad de Irazusta, en la provincia de Entre Ríos. Su familia se trasladó a Gualeguaychú, donde realizó su educación primaria y secundaria y, posteriormente, completó las licenciaturas en Ciencias Políticas y de la Comunicación en la Universidad de Buenos Aires (UBA). En 2007, se doctoró en Ciencias Políticas y Sociales por la Universidad Pompeu Fabra (UPF) de Barcelona (España), con la tesis titulada ¿Hacia el fin de la administración pública burocrática? Los efectos de las TIC sobre el cambio organizativo. Los casos de Cataluña, Escocia, Emilia-Romaña y Quebec, donde analiza cómo las tecnologías de la información y la comunicación (TIC) están transformando la administración pública tradicional hacia un modelo más flexible y colaborativo, analizando los casos de varios países.
Después de su doctorado, obtuvo la habilitación con la venia legendi en Estudios Latinoamericanos por la Universidad de San Galo (Suiza). Posteriormente, entre 2008 y 2018, fue investigadora principal en el Centro de Estudios de la Democracia y, entre 2016 y 2019, fue codirectora del Latin American Zurich Center, en la Universidad de Zúrich. En 2019 se incorporó al centro de investigación Albert Hirschman Centre on Democracy como investigadora sobre temas de democracia y la democratización, las instituciones políticas, la política comparada, las protestas y los movimientos sociales, las tecnologías digitales y la política, las innovaciones democráticas y los mecanismos de democracia directa.
Welp está especializada en el estudio de la participación política en América Latina, y más específicamente, utilizando el análisis comparado de los mecanismos de democracia directa y participativa y los usos de los medios digitales para la actividad política. También ha reflexionado sobre temas como el populismo, y las brechas de género. En esta línea fue cofundadora de la Red de Politólogas un proyecto que busca promover, visibilizar y potenciar el trabajo de las mujeres dedicadas a la Ciencia Política latinoamericanista.
Preocupada por la difusión de la ciencia y el debate público, es además coordinadora editorial en la revista Agenda Pública, Análisis de políticas y en pódcast como Who is Voting in 2024? o El Puente del CIEPS explorando formas de contar, informar y abrir debates usando de manera rigurosa el tratamiento de los datos.

## Reconocimientos
Forma parte del consejo científico del think tank español Real Instituto Elcano, del Comité Directivo de la Sociedad Suiza de Americanistas y de la Red Euro-Latinoamericana para la Gobernabilidad (RedGob).

## Obra
- 2013 - Sociedad Red. Estado, Economía y Sociedad en la era de la Información, Barcelona: Editorial UOC (con Marian ortiz del Amo)[13]
- 2014 - Digital Technologies for Democratic Governance in Latin America: Opportunities and Risks. UK: Routledge (con Anita Breuer)[14]
- 2014 - La dosis hace el veneno: la revocatoria del mandato en América Latina, Estados Unidos y Suiza. “Serie Ciencia y Democracia”. Quito: Instituto para la Democracia del CNE (con Uwe Serdült)[15]
- 2014 - Democracias en Movimiento, México: Instituto de Investigaciones Jurídicas, UNAM (con Alicia Lissidini y Daniel Zovatto)[16]
- 2017 - Los 'diálogos ciudadanos'. Chile ante el giro deliberativo. Santiago de Chile: LOM (con Francisco Soto).[17]
- 2017 -  Let the people rule? Direct democracy in the twenty-first century. Colchester: ECPR Press (con Saskia Ruth y Laurence Whitehead)[18]
- 2018 - Todo lo que tienes que saber sobre las democracias del siglo XXI. Buenos Aires: Paidós.[19]
- 2020 - The Politics of Recall Elections, Palgrave (editado con Laurence Whitehead)[20]
- 2020 - El diablo está en los detalles. Referéndum y poder político en América Latina. Lima: Ediciones PUCP (con Fernando Tuesta Soldevilla)[21]
- 2022 - The Will of the People Populism and Citizen Participation in Latin America. Berlín, Boston: De Gruyter.[22]
- 2023 - De Gruyter Handbook of Citizens’ Assemblies. Con Min Reuchamps y Julien Vrydagh. Boston: De Gruyter.[23]